# مالك جابر
مالك جابر (بالإنجليزية: Malik Jabir)‏ (8 ديسمبر 1944 بتامالي في غانا - ) هو مدرب كرة قدم ولاعب كرة قدم غاني في مركز الهجوم، شارك في كأس الأمم الأفريقية 1970 وكأس الأمم الأفريقية 1968 والألعاب الأولمبية الصيفية 1968 والألعاب الأولمبية الصيفية 1972. وشارك مع منتخب غانا لكرة القدم. أما مع النوادي، فقد لعب مع أشانتي كوتوكو.

## وصلات خارجية
- مالك جابر على موقع الاتحاد الدولي (مؤرشف)  (الإنجليزية)
- مالك جابر على موقع قاعدة بيانات كرة القدم.إي يو (الإنجليزية)
- مالك جابر على موقع ناشيونال فوتبول تيمز (الإنجليزية)
- مالك جابر على موقع أوليمبيديا (الإنجليزية)